# Anoplophora decemmaculata
Anoplophora decemmaculata är en skalbaggsart som beskrevs av Pu 1999. Anoplophora decemmaculata ingår i släktet Anoplophora och familjen långhorningar. Inga underarter finns listade i Catalogue of Life.